# Крпељасте купе
Крпељаста купа у астрогеологији представља вулканску купу која је претрпела одређене измене у својој физиономији услед урушавања. У централном делу јасно се издваја депресија из које се у разним правцима пружају гребени, најчешће у виду вулканских дајкова.
Ове облике вулканског рељефа карактеристичне за планету Венеру први пут је снимила сонда Магелан у североисточној области Алфа. 
Формација је добила име због велике сличности са телом крпеља, где централни кратер представља тело, а дајкови ноге.